# Enrico Patti
Enrico Patti (Novara, 12 ottobre 1896 – Novara, 16 ottobre 1973) è stato un allenatore di calcio, dirigente sportivo e calciatore italiano, di ruolo difensore.

## Carriera
Con il Novara disputa complessivamente 123 partite segnando 5 reti dal 1913 al 1926; in particolare a partire dalla stagione 1922-1923 totalizza 84 gare e segna 2 reti nel corso di quattro campionati di Prima Divisione.
Dopo aver lasciato il Novara, passa alla Juventus con cui gioca per un anno scendendo in campo per 13 volte. Nel frattempo inizia la sua carriera da dirigente sportivo fondando la Società Sportiva Sparta Novara, della quale rimarrà presidente per 47 anni consecutivi, fino al giorno della sua scomparsa.
Da allenatore, siede sulla panchina del Novara per due anni in Serie B dal 1929 al 1931.
Nel 1951 viene chiamato a far parte della Commissione Tecnica Nazionale in rappresentanza dei settori giovanili e dilettanti, e con altri membri di quella commissione varava il progetto del Centro Tecnico Sportivo Federale di Coverciano.
Essendo "uomo di sport" nel 1963 accetta la presidenza della Pro Novara, carica che manterrà fino al 1969. Precedentemente fu anche vicepresidente del Velo Club Novara e iniziatore del Panathlon Club di Novara.
Il comune di Novara gli ha intitolato una via situata fra lo stadio Silvio Piola e quello di baseball. Il 5 giugno 2004 il vecchio Stadio comunale di Novara in via Alcarotti è stato intitolato al nome di Enrico Patti "maestro di sport e di vita".